# Паленке (Чьяпас)
Паленке (исп. Palenque) — город в Мексике, штат Чьяпас, входит в состав одноимённого муниципалитета и является его административным центром. Численность населения, по данным переписи 2020 года, составила 51 797 человек.

## История
Паленке был основан в 1567 году доминиканским монахом Педро Лоренсо, пытавшимся объединить в этом поселении несколько племён чоли. Индейцы называли это поселение Otolún, что в переводе означало огороженное место, а испанские колонисты перевели это как Palenque (с исп. — «место, огороженное частоколом»), это название и прижилось в дальнейшем.
В 1740 году отцом приходской церкви Антонио Солисом, в нескольких километрах от Паленке, была открыта археологическая зона, которую в дальнейшем назвали как и соседствующий город — Паленке.
29 октября 1813 года поселению был присвоен статус вильи, а 19 декабря 1972 года — статус города.

## Инфраструктура
Город обслуживает Международный аэропорт Паленке, начавший свою работу в 1931 году, а в 1997 году был возведён новый современный терминал.